# Ectophasia crassipennis
Ectophasia crassipennis là một loài ruồi trong họ Tachinidae.